# Coracina longicauda
Coracina longicauda là một loài chim trong họ Campephagidae.